# Deux Journaux et un Journal
Deux journaux et un journal (chinois : 两报一刊 ; pinyin : Liǎng bào yī kān) était un terme utilisé pendant la Révolution culturelle pour désigner le Quotidien du peuple, le Quotidien de l'Armée populaire de libération et le Drapeau rouge, les trois médias les plus influents de cette période.

## Histoire
Le 31 mai 1966, trois jours après la formation du Groupe de la Révolution culturelle, celui-ci prit le contrôle du Quotidien du Peuple, du Quotidien de l'Armée populaire de libération et du Drapeau rouge. Ces publications furent immédiatement modifiées pour refléter les opinions de Mao Zedong et d'autres hauts dirigeants. La prise de contrôle fut exercée par Chen Boda, qui prit le contrôle du Quotidien du Peuple. Le 1er juin, le Quotidien du Peuple publia un éditorial intitulé « Balayer tous les démons vaches et les esprits serpents », cherchant à obtenir un soutien à la Révolution culturelle et à la lutte contre la « droite ». Chen et son équipe prirent ensuite le contrôle du Quotidien de l'Armée populaire de libération et du Drapeau rouge. Fin 1966, après la publication d'un article intitulé « Achever la révolution sur les lignes de front du journalisme », un grand nombre de journaux chinois furent fermé.
De nombreux commentaires officiels de ces journaux étaient rédigés par un « Commandement prolétarien », faisant référence à Mao et à ses fidèles partisans. Les publications les plus importantes étaient identifiées dans chaque publication comme étant publiées conjointement par les trois. Ces trois publications étaient considérées comme les guides les plus importants pour le comportement du Parti communiste chinois et l'unification de l'opinion publique. Elles promouvaient également le culte de la personnalité de Mao Zedong. Après la mort de Mao en septembre 1976, les trois publications publièrent ses derniers mots : « Maintenir le cap ». Après le renversement de la Bande des Quatre en octobre 1976, Hua Guofeng et son équipe publièrent un article intitulé « Une grande et historique victoire » dans les trois journaux.